# 吉田山田のオールナイトニッポン0(ZERO)
「吉田山田のオールナイトニッポン0(ZERO)」（よしだやまだのオールナイトニッポンゼロ）とは、チャラン・ポ・ランタンのオールナイトニッポン0(ZERO)の後続番組として、2015年4月1日未明からスタートした番組。
2014年10月に「オールナイトニッポンR」を担当して、パーソナリティ力が評価され、「大抜擢」。
放送時間は、水曜27:00 - 28:30。ネット局のうち南海放送・西日本放送では、28:00までの1時間放送、スマートフォン向け放送局NOTTVでは、29:00までの放送となっている。

## テーマ曲
- エンディング：吉田山田「日々」→ハーブ・アルパートとティファナ・ブラス「BITTERSWEET SAMBA」

## ゲスト及びその他の出演者
- 2015年6月10日 - 貴乃花親方（事前収録）
- 2015年9月2日 - 横山健　[2]
- 2015年12月16日 - ラブレターズ(塚本直毅、溜口佑太朗)
- 2016年1月27日 - 山口良一
- 2016年2月17日 - ラブレターズ(塚本直毅、溜口佑太朗)

## スタッフ
毎回エンディングにおいてスタッフ名を全員読み上げている。
- 構成：奥田泰、根本幸大
- ミキサー：若林千真
- AD：佐々木タカフミ
- NOTTVスタッフ
  - ディレクター：パヴェル
  - AP：清水ノブユキ
- プロデューサー：橋内慎一
- ディレクター：米田賢治